# Cheilosia fraterna
Espèce
Cheilosia fraterna est une espèce de syrphes paléarctiques.

## Répartition
On le trouve du sud du Fennoscandia jusqu'aux Pyrénées et de la Grande-Bretagne à l'est en passant par l'Europe centrale jusqu'à la Russie européenne et dans une grande partie de la Sibérie,. Son habitat est la forêt de feuillus de Quercus et Fagus le long des ruisseaux et des rivières. 

## Description
Cheilosia fraterna vole d'avril à juin et à des altitudes plus élevées de juillet à septembre. Ces insectes butinent Cirsium palustre et des espèces du genre Carduus.

## Systématique
Le nom valide complet (avec auteur) de ce taxon est Cheilosia fraterna (Meigen, 1830).
L'espèce a été initialement classée dans le genre Syrphus sous le protonyme Syrphus fraternus Meigen, 1830.
Cheilosia fraterna a pour synonymes :
- Cheilosia rufitibia Egger, 1860
- Chilosia chloris Verrall, 1870
- Eristalis dimidiata Zetterstedt, 1849
- Syrphus fraternus Meigen, 1830